# أفنان (اسم)
أفنان هو اسم علم مؤنث من أصل عربي، ومعناه هو سعد وبوقد يكتبونه بالف مقصورة «سعدى» وسعدة بنت سعيد وجدها عثمان تزوجها الواليد بن بن يزيد الأموي.

## معنى الاسم
أفنان اسم علم مؤنث عربي، والأفنان هي الفروع والأغصان ومفردها فنن، وهو اسم خاص بالفتيات وهو أيضا يدل على الرفعة والسمو وهو مشهور في دول الخليج ويُكتب بالحروف اللاتينية بهذا الشكل: "Afnan"

## ذكر افنان في القران
أفنان اسم عربي أصيل مذكور في القرآن الكريم في سورة الرحمن قوله تعالى "ذَوَاتَا أَفْنَانٍ"

## شخصيات تحمل الاسم
- أفنان القاسمي: كاتبة خليجية من الإمارات
- أفنان المرباطي : ممثلة خليجية من مملكة البحرين
- أفنان البنا (1985 –)
- أفنان الزياني
- أفنان الشعيبي (القرن 20 –)
- أفنان فؤاد (ممثلة سعودية، 28 يوليو 1990 –)

## وصلات خارجية
- موسوعة السلطان قابوس لأسماء العرب